# Coleman Shelton
Coleman Rice Shelton (Los Angeles, 28 luglio 1995) è un giocatore di football americano statunitense che milita nel ruolo di centro per i Chicago Bears della National Football League (NFL).

## Carriera

### San Francisco 49ers
Shelton firmò con i San Francisco 49ers dopo non essere stato scelto nel Draft NFL 2018. Fu svincolato alla fine del training camp.

### Arizona Cardinals
Shelton firmò con la squadra di allenamento degli Arizona Cardinals il 15 ottobre 2018. Vi trascorse tutta la stagione e fu svincolato alla fine del training camp 2019.

### Los Angeles Rams
Shelton firmò con i Los Angeles Rams il 2 settembre 2019. Debuttò nella NFL il 22 settembre 2019 contro i Cleveland Browns. In quella stagione disputò 11 partite. A fine anno firmò con i Rams un nuovo contratto di un anno. Nel 2020 Shelton disputò 15 gare nella stagione regolare e 2 nei playoff, giocando esclusivamente negli special team. A fine anno firmò per un'altra stagione.
Shelton aumentò il suo minutaggio in campo nella settimana 12 della stagione 2021, giocando 67 snap come centro dopo che il titolare Brian Allen subì un infortunio al ginocchio contro i Jacksonville Jaguars. La settimana successiva disputò la prima gara come titolare contro gli Arizona Cardinals. Shelton disputò tutte le 17 partite nella stagione regolare e tutte le 4 nei playoff, incluso il Super Bowl LVI dove i Rams batterono i Cincinnati Bengals 23-20.

### Chicago Bears
Il 14 marzo 2024 Shelton firmò con i Chicago Bears.

## Palmarès
- Super Bowl : 1

Los Angeles Rams: LVI
- National Football Conference Championship: 1

Los Angeles Rams: 2021